# Petit-duc de Chypre
Otus cyprius
Espèce
Statut de conservation UICN

 LC  : Préoccupation mineure
Statut CITES
Le Petit-duc de Chypre (Otus cyprius) est une espèce d'oiseaux de la famille des Strigidae.

## Répartition
Cette espèce est endémique de l'île de Chypre.

## Classification
Le nom valide complet (avec auteur) de ce taxon est Otus cyprius (Madarász (d), 1901).
L'espèce a été initialement classée dans le genre Scops sous le protonyme Scops cypria Madarász, 1901,.
Otus cyprius a pour synonymes :
- Otus scops cyprius (Madarász, 1901)
- Scops cypria Madarász, 1901

Le 20 janvier 2016, lors de la mise à jour 6.3 de sa classification de référence, l'Union internationale des ornithologues a décidé que le Petit-duc de Chypre n'était plus une sous-espèce du Petit-duc scops (Otus scops) mais une espèce à part entière.

### Publication originale
- (en) Julius von Madarász, « Description of Two Probably New European Birds », Természetrajzi Füzetek, Budapest, vol. 24,‎ 1901, p. 272 (ISSN 0324-3346, lire en ligne, consulté le 18 juillet 2024).

## Annexe